# Општина Гусиње
Општина Гусиње се налази у источном делу Црне Горе, на граници са Албанијом. Формирана је 2014. године, а њено подручје је раније било део општине Плав. Седиште општине је градско насеље Гусиње. Према попису из 2011. године на територији општине је живело 4.027 становника. Површина општине Гусиње је 157 км2. Према резултатима пописа из 2023. године имала је 3.933 становника.

## Насељена места
Општина Гусиње обухвата 9 насељена места:
- Вишњево
- Вусање
- Грнчар
- Гусиње
- Доља
- Досуђе
- Коленовићи
- Крушево
- Мартиновићи

## Демографија
Према резултатима пописа становништва 2011. године имала 4.027 становника следећег националног састава: Бошњака 1.717 (42,64%), Албанаца 1.642 (40,77%), Муслимана 379 (9,41%), Срба 147 (3,65%), Црногораца 87 (2,2%) и осталих и неизјашњених 51. Према резултатима пописа становништва 2023. године имала 3.933 становника.
| Национални састав према попису из 2023.‍ | Национални састав према попису из 2023.‍ | Национални састав према попису из 2023.‍ | Национални састав према попису из 2023.‍ | Национални састав према попису из 2023.‍ |
| --------------------------------------- | --------------------------------------- | --------------------------------------- | --------------------------------------- | --------------------------------------- |
|                                         |                                         |                                         |                                         |                                         |
| Бошњаци                                 | Бошњаци                                 |                                         | 2.247                                   | 57,13%                                  |
| Албанци                                 | Албанци                                 |                                         | 1.352                                   | 34,38%                                  |
| Муслимани                               | Муслимани                               |                                         | 127                                     | 3,23%                                   |
| Срби                                    | Срби                                    |                                         | 109                                     | 2,77%                                   |
| Црногорци                               | Црногорци                               |                                         | 61                                      | 1,55%                                   |
| Остали                                  | Остали                                  |                                         | 27                                      | 0,69%                                   |
| Неизјашњени                             | Неизјашњени                             |                                         | 10                                      | 0,25%                                   |
| Укупно: 3 933                           |                                         |                                         |                                         |                                         |

| Национални састав према попису из 2011.‍ | Национални састав према попису из 2011.‍ | Национални састав према попису из 2011.‍ | Национални састав према попису из 2011.‍ | Национални састав према попису из 2011.‍ |
| --------------------------------------- | --------------------------------------- | --------------------------------------- | --------------------------------------- | --------------------------------------- |
|                                         |                                         |                                         |                                         |                                         |
| Бошњаци                                 | Бошњаци                                 |                                         | 1.717                                   | 42,64%                                  |
| Албанци                                 | Албанци                                 |                                         | 1.642                                   | 40,77%                                  |
| Муслимани                               | Муслимани                               |                                         | 379                                     | 9,41%                                   |
| Срби                                    | Срби                                    |                                         | 147                                     | 3,65%                                   |
| Црногорци                               | Црногорци                               |                                         | 87                                      | 2,16%                                   |
| Остали                                  | Остали                                  |                                         | 55                                      | 1,37%                                   |
| Укупно: 4.027                           |                                         |                                         |                                         |                                         |

### Верски састав становништва општине по попису 2023. године
| Верски састав (са уделом преко 1%)‍ | Верски састав (са уделом преко 1%)‍ | Верски састав (са уделом преко 1%)‍ | Верски састав (са уделом преко 1%)‍ | Верски састав (са уделом преко 1%)‍ |
| ---------------------------------- | ---------------------------------- | ---------------------------------- | ---------------------------------- | ---------------------------------- |
|                                    |                                    |                                    |                                    |                                    |
| Православци                        | Православци                        |                                    | 122                                | 3,10%                              |
| Муслимани                          | Муслимани                          |                                    | 3.640                              | 92,55%                             |
| Католици                           | Католици                           |                                    | 73                                 | 1,86%                              |
| остали                             | остали                             |                                    | 52                                 | 1,32%                              |
| неизјашњени                        | неизјашњени                        |                                    | 46                                 | 1,17%                              |

### Верски састав становништва општине по попису 2011. године
| Верски састав (са уделом преко 1%)‍ | Верски састав (са уделом преко 1%)‍ | Верски састав (са уделом преко 1%)‍ | Верски састав (са уделом преко 1%)‍ | Верски састав (са уделом преко 1%)‍ |
| ---------------------------------- | ---------------------------------- | ---------------------------------- | ---------------------------------- | ---------------------------------- |
|                                    |                                    |                                    |                                    |                                    |
| Православци                        | Православци                        |                                    | 204                                | 5,07%                              |
| Муслимани                          | Муслимани                          |                                    | 3.683                              | 91,46%                             |
| Католици                           | Католици                           |                                    | 113                                | 2,81%                              |
| остали                             | остали                             |                                    | 27                                 | 0,66%                              |

### Језички састав становништва општине по попису 2023. године
| Језички састав (са уделом преко 1%)‍ | Језички састав (са уделом преко 1%)‍ | Језички састав (са уделом преко 1%)‍ | Језички састав (са уделом преко 1%)‍ | Језички састав (са уделом преко 1%)‍ |
| ----------------------------------- | ----------------------------------- | ----------------------------------- | ----------------------------------- | ----------------------------------- |
|                                     |                                     |                                     |                                     |                                     |
| Црногорски језик                    | Црногорски језик                    |                                     | 395                                 | 10,04%                              |
| Српски језик                        | Српски језик                        |                                     | 123                                 | 3,13%                               |
| Бошњачки језик                      | Бошњачки језик                      |                                     | 1.995                               | 50,72%                              |
| Албански језик                      | Албански језик                      |                                     | 1.343                               | 34,15%                              |
| остали                              | остали                              |                                     | 64                                  | 1,63%                               |
| неизјашњени                         | неизјашњени                         |                                     | 13                                  | 0,33%                               |